# Gonakal, Chikmagalur
Gonakal là một làng thuộc tehsil Chikmagalur, huyện Chikmagalur, bang Karnataka, Ấn Độ.